# Konstantinos Koukodimos
Konstantinos Koukodimos (Melbourne, Australia, 14 de septiembre de 1969) es un atleta griego de origen australiano retirado especializado en la prueba de salto de longitud, en la que ha conseguido ser medallista de bronce europeo en 1994.

## Carrera deportiva
En el Campeonato Europeo de Atletismo de 1994 ganó la medalla de bronce en el salto de longitud, con un salto de 8.01 metros, siendo superado por el búlgaro Ivaylo Mladenov (oro con 8.09 m) y el checo Milan Gombala (plata con 8.03 metros).